# 聾人譯者
聾人譯者（英語：Deaf interpreter），通稱聾翻譯，聾人翻譯員，聾人傳譯員。當電視台直播節目時，由健聽傳譯員負責聆聽說話內容、在鏡頭後一邊聽一邊打手語，再由聾人譯者整理內容後在鏡頭前打出。由於手語是聾人的母語，他們相對會表達得較自然流暢，有如「校對」的角色。

## 使用情況
除了電視直播外，法院亦會使用聾人譯者。如果有失學的聾人，沒有學過正統的手語。法官問話時，會先有一名健聽手語翻譯員把法官的話轉成手語，聾人譯者再把手語轉成更簡單的意思加上肢體動作，協助這名聾人了解。這名聾人回答的時候，聾人譯者把他的動作轉成手語，健聽手語翻譯員再口譯給法官知道。
根據美國手語翻譯認證中心(RID)，以下情況亦會使用聾人譯者︰
- 受服務的聾人使用家庭式手語
- 特定地區文化或特定年齡層的手語
- 語言能力很低
- 使用外國手語
- 視聽障人士需要使用觸感手語（Tactile signing）
- 健聽手語翻譯員不熟悉的手語[3]

## 各地慨況

### 香港
多年來，頒獎禮在電視台即時轉播，正當觀眾坐在電視機前期待得獎結果時，聾人卻一直無法參與此香港盛事。因電視直播無字幕，聾人只見眾得獎者在台前嘴巴開合，卻無法得知其說話內容。為了讓聾人都可共享頒獎禮的節目，聾人團體「香港手語來自聾星」透過網絡直播，將第36屆香港電影金像獎、2017年度香港小姐競選及萬千星輝頒獎典禮2017等節目內容由聾人譯者全部翻譯成香港手語。
該團體獲得不少網民讚賞，有網民更稱：「與其等香港政府或電視台改變，不如由自己開始」，事件亦讓更多的人關注香港聾人一向只能「看」非常小部分電視節目的問題。聾人機構「龍耳」創辦人邵日贊表示支持，並指出聾人視覺比較敏銳，直播手語需要使用電視台的場地不多，期望可引入手語傳譯。

### 台灣
中華民國聾人協會學習香港做法，在facebook上架設手語直播平台，直播第54屆金馬獎頒獎典禮時安排聾人譯者透過台灣手語即場傳譯。
中華民國聾人協會理事長牛暄文表示，手語翻譯和一般外文翻譯相同，最困難的是專有名詞。團隊事前花了一個星期討論影片名稱、導演、演員姓名等。而手語翻譯也有「眉角」。他表示，因聾人打的手語比較「道地」，因此整場翻譯是由健聽傳譯員打手語轉達給聾人譯者，再由聾人譯者站在鏡頭前「翻譯」出去，讓聾人觀眾有親切感，也增加聾人譯者上台機會。

### 日本
2020年夏季奧林匹克運動會於2021年9月5日舉行了閉幕禮，日本NHK電視台為聾人觀眾設聾人譯者，即時以日本手語傳譯會場的表演。
聾人譯者戸田先生接受訪問時形容手語傳譯是一場團隊合作。在進行傳譯時，在場的健聽傳譯員首先把主播的評論和場上的聲音以手語傳達給他，之後他會考慮聾人的感覺、習慣、文化背景等，再次以手語進行傳譯，因此兩者的合作非常重要。
聾人譯者在東奧閉幕禮時，與表演者一起跳舞和扮演彈奏樂器等活潑的表情和動作，得到觀眾的讚賞。戸田先生解釋：「這不是故意做豐富的表情，其實眉毛及身體的動作、眼睛的開合等，都是手語文法構成的重要部分，例如眉毛上揚代表疑問的意思，因不同的眉毛動作是有不同意思。」

### 美國
霍華德（Nigel Howard）一直是聾人圈子裡熟識的人物，他在幾所大學任教，並擔任聯合國的聾人譯者。《溫哥華太陽報》報道，省衛生廳長亨利出席記者會時總保持鎮定，這有助於緩解公眾的緊張情緒；但站在她身旁擔任聾人譯者的霍華德卻不一樣，他臉部表情豐富多變，當他的雙手以極快的速度傳譯時，也會皺眉抬額，甚至扭動身體。
霍華德是一名聾人。他表示有一名健聽傳譯員將演講者的說話翻譯成美國手語，然後會進行適合聾人以手語為母語的手語傳譯。因大多數健聽傳譯員使用的是以手語為第二語言的手語傳譯，可能會遺漏某些細節、臉部表情等，而他可用以手語為母語的手語傳譯來傳達完整的意思。

## 外部連結
- 20171129 公視手語新聞 金馬獎頒獎 聾人協會手譯直播資訊零時差 （页面存档备份，存于）
- 20190513 公視手語新聞 聾人擔任溝通橋樑 為自己族群服務 （页面存档备份，存于）